# Johann Philipp Becker (Apotheker)
Johann Philipp Becker (* 7. Februar 1711 in Borken; † um 1800 in Magdeburg) war ein deutscher Apotheker.

## Leben
Nach einem kurzzeitigen Besuch einer höheren Schule in Homburg arbeitete Becker in Homburg und Potsdam in der Apotheke seines Vaters. 1727 ging er nach Berlin und hörte dort Vorlesungen des Hofapothekers Caspar Neumann.
Am 17. April 1734 erhielt Becker von Friedrich Wilhelm I. das Privilegium für den Betrieb einer Apotheke in Neustadt bei Magdeburg. Hier wurde er, zumindest während einer Fleckfieberepidemie auch als Arzt tätig. In Neustadt wurde er Ratsmann, die Besoldung als Neustädter Ratsmann bezog er bis 1800. 1737 wurde ihm die Stelle als Bürgermeister der Pfälzer Kolonie, der er seit dem 17. Mai 1737 angehörte. Er lehnte jedoch ab. 1764 wurde er zum Assessor des Collegium medicum provincialis ernannt. Am 5. April 1764 erhielt er von Friedrich II. die Genehmigung zur Eröffnung einer Apotheke in der Magdeburger Altstadt. Die Neustädter Apotheke übergab er an seinen Sohn Karl Christian Becker. Er eröffnete diese 1765 unter dem Namen Einhorn-Apotheke im Breiten Weg 129. Die anderen vier Apotheken der Altstadt hatten sich unter wirtschaftlichen Gesichtspunkten gegen die Neugründung gewandt. Becker betrieb mit der Apotheke auch einen überregionalen Arzneimittelhandel, mit dem er diverse Apotheken im deutschsprachigen Raum belieferte und stellte ätherische Öle, Extrakte und Drogen selbst her.
1784 ging die Apotheke jedoch in Konkurs und wurde von seinem Neffen Johann Christian Naumann unter gleichem Namen auf dem Alten Markt fortgeführt. Später wurde die Apotheke in Löwen-Apotheke umbenannt.
Becker betätigte sich auch wissenschaftlich und trat mit diversen Veröffentlichungen in Erscheinung. So gilt er als der Entdecker von Salpeter in tierischen Ausscheidungen.

## Werke
- Supplement zu der Abhandlung über den Salpeter, 1784
- Das Leben und die Gesundheit der Kreaturen und deren Erhaltung durch die Pflanze, 1785
- Chemische Untersuchungen der Pflanzen und deren Salze, nebst anderen dahin gehörigen Materialien, 1786
- Becker (Johann Philipp) in Nachrichten von dem leben und den schriften jeztlebender teutscher aerzte, wundärzte, thierärzte, apotheker und naturforscher, hrsg. von Johann Kaspar Philipp Elwert, Erster Band, Hildesheim, 1799, Seite 26 ff.